# 一ツ橋綜合財団
公益財団法人一ツ橋綜合財団（ひとつばしそうごうざいだん）とは、「国際的で活力ある社会を創造し、国民生活の発展・向上に寄与するため、生活、社会、科学、文化等各分野に関する福祉活動、実践活動、創作活動及び調査研究を実施している団体等を顕彰又は助成し、もって公益の増進に資すること」を目的として、昭和62年4月に設立された財団法人である。平成24年4月公益財団法人へ移行。元総務省所管。現在内閣府所管。

## 概要
同財団は国際的で活力ある社会を創造し、国民生活の発展・向上に寄与するため、生活、社会、科学、文化等の各分野に関する福祉活動、実践活動、創作活動および調査研究を実施するとともに、これらの活動を行う団体等に対する顕彰・助成活動を行っている。 

## 組織
| 代表理事     | 相賀 昌宏   | 小学館取締役会長         |
| 業務執行理事 | 高岸 睦美   | 元一ツ橋綜合財団事務局長 |
| 理 事        | 青柳 正規   | 多摩美術大学理事長       |
| 理 事        | 相賀 信宏   | 小学館代表取締役社長     |
| 理 事        | 里中 満智子 | 漫画家・大阪芸術大学教   |
| 理 事        | 北島 義斉   | 大日本印刷代表取締役社長 |
| 理 事        | 永井 聖士   | 電通代表取締役副社長     |
| 理 事        | 樋口 尚也   | 集英社常務取締役         |
| 理 事        | 廣野 眞一   | 集英社代表取締役社長     |
| 理 事        | 馬城 文雄   | 日本製紙特別顧問         |
| 監 事        | 堂垣 孝夫   | 公認会計士               |
| 監 事        | 菅原 弘文   | 白泉社取締役会長         |

## 主な事業
- 顕彰事業の主催及び後援助成
  - 詩歌文学館賞の主催
  - 柴田錬三郎賞、開高健ノンフィクション賞、渡辺淳一文学賞の主催
  - 日本劇作家協会新人戯曲賞、岸田國士戯曲賞の後援
- 障害者福祉事業の助成
  - ろうあ者への手話指導と手話通訳者の養成などを支援
  - 録音図書インターネット配信サービスの普及助成
  - 録音図書の制作助成
- 国際交流事業の後援助成
- 文化講演会などの後援助成
- 調査研究団体などの助成
  - 東洋文化研究会への協力